# نزاع حدود ولاية أوريغن

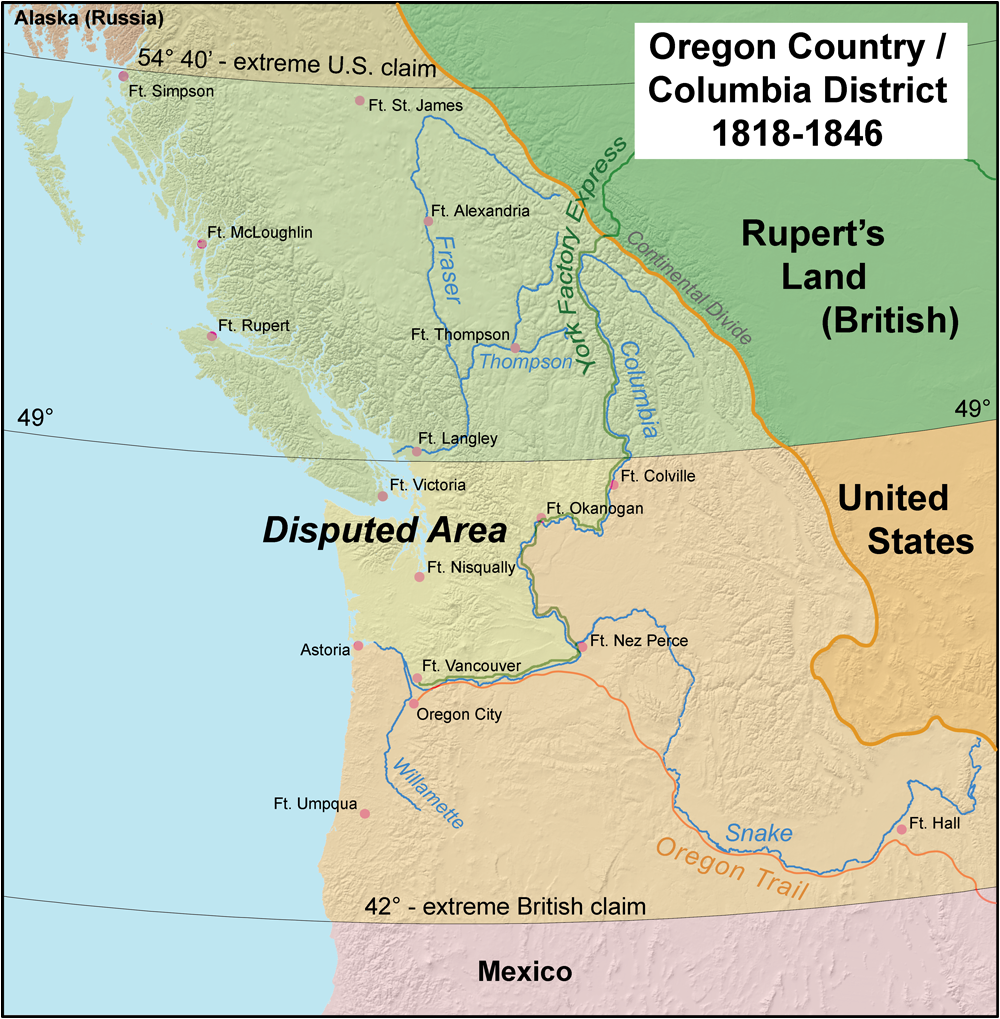
ولاية أوريغون والنزاع الحدودي بين الولايات المتحدة وبريطانيا، 1818-1846

النزاع على حدود ولاية أوريغن أو قضية أوريغن كان نزاعًا إقليميًا في القرن التاسع عشر حول التقسيم السياسي لإقليم الشمال الغربي الهادئ لأمريكا الشمالية بين عدة دول لديها طموحات إقليمية وتجارية متنافسة في المنطقة.
بدأت المنافسة التوسعية في المنطقة في القرن الثامن عشر، بمشاركة الإمبراطورية الروسية، وبريطانيا العظمى، وإسبانيا، والولايات المتحدة. بعد حرب عام 1812 اكتسب نزاع أوريغن أهمية متزايدة للعلاقات الدبلوماسية بين الإمبراطورية البريطانية والجمهورية الأمريكية الوليدة. وفي منتصف عشرينيات القرن التاسع عشر وقع الروس على المعاهدة الروسية الأمريكية لعام 1824 والمعاهدة الروسية البريطانية لعام 1825، ووقع الإسبان على معاهدة آدامز-أونيس لعام 1819، والتي بموجبها سحبت روسيا وإسبانيا رسميًا مطالبهما الإقليمية في المنطقة، وحصل البريطانيون والأمريكيون على الحقوق الإقليمية المتبقية في المنطقة المتنازع عليها. لكن مسألة السيادة على جزء من ساحل المحيط الهادئ في أمريكا الشمالية كانت لا تزال محل نزاع بين المملكة المتحدة والولايات المتحدة. وجرى تحديد المنطقة المتنازع عليها بالمنطقة الواقعة غرب خط التقسيم القاري للأمريكيتين، شمال حدود كاليفورنيا العليا المكسيكية من خط العرض 42 شمالًا، وجنوب أمريكا الروسية عند خط عرض 54° 40 شمالًا. وقد أطلق البريطانيون عمومًا على هذه المنطقة اسم مقاطعة كولومبيا وأطلق عليها الأمريكيون اسم ولاية أوريغن.
خلال حملة الانتخابات الرئاسية في الولايات المتحدة عام 1844، اقترح الحزب الديمقراطي إنهاء مسألة أوريغن بضم المنطقة بأكملها. في المقابل لم يبد الحزب اليميني في الولايات المتحدة أي اهتمام بالمسألة - ويرجع ذلك، كما زعم بعض الباحثين، إلى وجهة نظر اليمينية القائلة إنها قضية غير مهمة مقارنة بالمشكلات المحلية الأخرى. واستند المرشح الديمقراطي جيمس ك. بوك إلى الفكرة الشعبية المتمثلة في القدر المتجلي وناشد المشاعر التوسعية للناخبين في الضغط من أجل الضم، وهزم المرشح اليميني هنري كلاي. ثم أرسل بوك عرضًا للحكومة البريطانية للموافقة على التقسيم على طول خط العرض 49 (الذي جرى عرضه سابقًا). ولكن سرعان ما تعثرت المفاوضات الناتجة: ظل البريطانيون يضغطون من أجل الحدود على طول نهر كولومبيا. تصاعدت التوترات عندما تدخل التوسعيون الأمريكيون، مثل السناتور إدوارد أ. هانيغان من إنديانا والنائب ليونارد هينلي سميز من ميزوري، ليحثوا بوك لضم إقليم الشمال الغربي الهادئ بالكامل حتى خط العرض 54 ° 40 شمالًا (وهو ما نادى به الديمقراطيون خلال الحملة الرئاسية). وأدت هذه التوترات إلى ظهور شعارات مثل «أربعة وخمسون أربعون أو القتال!» في الوقت نفسه، كانت العلاقات الأمريكية مع المكسيك تتدهور بسرعة نتيجة لضم الولايات المتحدة لتكساس مؤخرًا. وأثار هذا مخاوف من أن الولايات المتحدة قد تضطر إلى خوض حربين على جبهتين في نفس الوقت. وهكذا قبل اندلاع الحرب المكسيكية الأمريكية تراجع بوك إلى موقعه السابق، داعيًا إلى أن تسير حدود أوريغن على طول خط العرض 49.
ثبتت معاهدة أوريغن لعام 1846 الحدود بين أمريكا الشمالية البريطانية والولايات المتحدة على طول خط العرض 49 حتى مضيق جورجيا، حيث انحرفت الحدود البحرية جنوبًا لاستبعاد جزيرة فانكوفر وجزر الخليج من الولايات المتحدة. ونتيجة لذلك أصبح جزء صغير من شبه جزيرة تساواسن في بوينت روبرتس منفصلًا عن الولايات المتحدة. وتركت الصياغة الغامضة في المعاهدة ملكية جزر سان خوان موضع شك، حيث كان التقسيم يتبع «عبر منتصف القناة المذكورة» إلى مضيق خوان دي فوكا. وخلال ما يسمى بحرب الخنزير اتفقت الدولتان على احتلال عسكري مشترك للجزر. وجرى اختيار القيصر فيلهلم الأول من الإمبراطورية الألمانية كوسيط لإنهاء النزاع، وحكمت لجنة مؤلفة من ثلاثة رجال لصالح الولايات المتحدة في عام 1872. وأصبح مضيق هارو هناك خطًا حدوديًا، بدلًا من مضيق روزاريو الذي تفضله بريطانيا. ولا تزال الحدود التي حددتها معاهدة أوريغن والتحكيم في عام 1872 هي الحدود بين الولايات المتحدة وكندا في إقليم الشمال الغربي الهادئ.

## الخلفية
ظهرت قضية أوريغن في القرن الثامن عشر أثناء الاستكشاف الأوروبي أو الأمريكي المبكر لمنطقة الشمال الغربي الهادئ. وبدأت الإمبراطوريات المختلفة باعتبار المنطقة مناسبة للتوسع الاستعماري، بما في ذلك الأمريكيون والروس والإسبان والبريطانيون. وقباطنة البحرية مثل الإسباني خوان خوسيه بيريز هيرنانديز، والبريطاني جورج فانكوفر، والأمريكي روبرت غراي أطلقوا أسماء حديثة للتشكيلات المائية الإقليمية مثل نهر كولومبيا وبيوجت ساوند ووضعوها على الخرائط في تسعينيات القرن الثامن عشر. ثم بدأ البريطاني ألكسندر ماكينزي الاستكشافات البرية في عام 1792، وتبعها لاحقًا بعثة لويس وكلارك الأمريكية، التي وصلت إلى مصب نهر كولومبيا في عام 1805. وغالبًا ما ادعى هؤلاء المستكشفون باسم حكوماتهم السيادة على الساحل الشمالي الغربي. وقد استخدمت معرفة تجمعات الحيوانات ذات الفراء مثل أسد البحر الكاليفورني والقندس الأمريكي وفقمة الفراء الشمالي لإنشاء شبكة اقتصادية تسمى تجارة الفراء البحرية. وبقيت تجارة الفراء هي الاهتمام الاقتصادي الرئيسي الذي جذب الأمريكيين الأوروبيين إلى الشمال الغربي الهادئ لعقود. وتبادل التجار البضائع مقابل الفراء على طول الساحل مع الشعوب الأصلية مثل شعب الشينوك والأليوت ونو-تشاه-نولث.

### الاستعمار الإسباني
جرى تمويل سلسلة من الرحلات الاستكشافية إلى إقليم الشمال الغربي الهادئ من قبل الإسبان لتعزيز مطالباتهم في المنطقة. وأسسوا مستعمرة سميت سانتا كروز دي نوكا في جزيرة فانكوفر، وكان الإسبان أول المستعمرين الأوروبيين لإقليم الشمال الغربي الهادئ خارج أمريكا الروسية إلى الشمال. واشتعلت فترة من التوترات مع المملكة المتحدة تسمى أزمة نوتكا، بعد أن استولى الإسبان على سفينة بريطانية. ومع ذلك تجاهلت اتفاقيات نوتكا الثلاث الصراع، حيث اتفق البلدان على حماية وصولهما المتبادل إلى فريند كوف ضد القوى الخارجية. بينما جرى التخلي عن المستعمرة الإسبانية، ولم يجري تضمين الحدود التي ترسم الروافد الشمالية لإسبانيا الجديدة. على الرغم من أن اتفاقيات نوتكا سمحت للإسبان بإنشاء مستعمرات في المنطقة، لم تبذل المزيد من المحاولات حيث لفتت الأمور الجيوسياسية والمحلية انتباه السلطات. ومع معاهدة آدامز-أونيس لعام 1819 سحب الإسبان رسميًا جميع المطالبات الرسمية بالأراضي الواقعة شمال خط العرض 42.

### المصلحة الروسية
أنشأت حكومة الإمبراطورية الروسية الشركة الروسية الأمريكية في عام 1799، وهي احتكار بين الرعايا الروس لعمليات تجارة الفراء في أمريكا الروسية مع المرسوم الإمبراطوري عام 1799. وكجزء من الأنشطة الروسية المتنامية إلى الشمال، أنشأ الإسبان البعثات الكاثوليكية لإنشاء مستعمرات في كاليفورنيا العليا. وصاغ نيكولاي ريزانوف خطط إنشاء مستعمرات روسية في ما أصبح الآن الولايات الأمريكية الحديثة مثل واشنطن وأوريغن. وكان يهدف إلى نقل المستعمرة الرئيسية لأمريكا الروسية إلى مدخل نهر كولومبيا، على الرغم من عدم تمكنه من دخول النهر في عام 1806 وجرى التخلي عن الخطة. 
في عام 1808 أرسل ألكسندر أندرييفتش بارانوف السفينة نيكولاي، وأمر القبطان «باستكشاف الساحل جنوب جزيرة فانكوفر، والمقايضة مع السكان الأصليين لجلود قضاعة البحر، وإذا أمكن اكتشاف موقع لمركز روسي دائم في ولاية أوريغن». تحطمت السفينة في شبه جزيرة أولمبيك ولم يعد الطاقم الناجي إلى نيو أركانجيل لمدة عامين. وأدى فشل السفينة في العثور على موقع مناسب إلى أن يعتبر الروس أن الكثير من الساحل الشمالي الغربي لا يستحق الاستعمار. وتحول اهتمامهم ببيوجت ساوند ونهر كولومبيا إلى كاليفورنيا العليا، مع إنشاء فورت روس قريبًا. ووضعت المعاهدة الروسية الأمريكية لعام 1824 ومعاهدة سانت بطرسبرغ لعام 1825 مع البريطانيين رسميًا الحدود الجنوبية لأمريكا الروسية عند خط عرض 54 ° 40 شمالًا. على وجه التحديد جرى الاتفاق في معاهدة 1824 على أنه لن تؤسس أي مستوطنة أمريكية على الساحل أو الجزيرة المجاورة شمال 54 ° 40 ′، ولن توجد مستوطنة روسية في الجنوب (كانت فورت روس الروسية في كاليفورنيا العليا، المكسيك، فكانت خارج نطاق المعاهدة). لم تقدم المعاهدة أي تصريحات واضحة حول السيادة أو المطالبات الإقليمية. وجرت صياغة معاهدة عام 1825 مع بريطانيا بشكل أقوى وحددت الحدود بين الممتلكات الروسية والبريطانية في أمريكا الشمالية، والتي تمتد شمالًا من 54 ° 40 عبر ما يعرف الآن باسم نتوء ألاسكا إلى خط الطول 141 غربًا، ثم على طول هذا الخط شمالًا إلى المحيط المتجمد الشمالي.

## الأهمية في الولايات المتحدة

### الأنشطة الإقليمية
بدأ المبشرون البروتستانت الأمريكيون بالوصول في ثلاثينات القرن التاسع عشر، وأسسوا البعثة الميثودية في وادي ويلاميت وبعثة ويتمان شرق سلسلة جبال كاسكيدز. أنشأ إيوينغ يونغ منشرة وطاحونة في وادي ويلاميت في أوائل ثلاثينات القرن التاسع عشر. أسس هو والعديد من المستعمرين الأمريكيين شركة ويلاميت للأبقار في عام 1837 لإحضار أكثر من 600 رأس من الماشية إلى وادي ويلاميت، واشترى ماكلوكين حوالي نصف أسهمها. وصل أكثر من 700 مستوطن أمريكي عبر طريق أوريغون خلال «الهجرة الكبرى في عام 1843». تأسست حكومة ولاية أوريغون المؤقتة في وادي ويلاميت خلال عام 1843 أيضًا. اقتصر حكمها على أولئك الأمريكيين المهتمين، وموظفي شركة خليج هدسون الفرنسيين الكنديين السابقين في الوادي.

### جون فلويد
بدأت المحاولات الأولى من قبل الحكومة الأمريكية للعمل الاستباقي في استعمار شمال غرب المحيط الهادئ في عام 1820 خلال الجلسة الثانية من الكونغرس السادس عشر. قاد جون فلويد، ممثل ولاية فرجينيا، تقريرًا من شأنه «السماح باحتلال نهر كولومبيا، وتنظيم التجارة والعلاقات مع القبائل الهندية في هذا الصدد». دعا مشروع القانون أيضًا إلى إقامة علاقات تجارية مع إمبراطورية تشينغ وشوغونية توكوغاوا. بدأ اهتمام فلويد بالمنطقة البعيدة على الأرجح بعد لقاء الموظف السابق في شركة فراء المحيط الهادئ راسل فارنام. حصل فلويد على دعم زميله ممثل فرجينيا توماس فان سويرينغن والممثل توماس ميتكالف من كنتاكي. قُدِّم مشروع القانون إلى كل من مجلس النواب والرئيس مونرو. دافع أحد الأعضاء في مجلس النواب عن مشروع قانون فلويد الذي ذكر أنه لم «يحاول في تسوية استعمارية، وأن المنطقة المقترح احتلالها هي بالفعل جزء من الولايات المتحدة». استفسر مونرو عن رأي وزير الخارجية جون كوينسي آدامز للمراجعات المحتملة. رد آدمز قائلًا: «كانت ورقة المشروع في الواقع عبارة عن نسيج من الأخطاء، ومنطق فاشل من انعكاسات مقلقة وتوجيهات وقحة. لم يكن هناك شيء يمكن أن يطهرها سوى النار». قُرِأ المشروع مرتين أمام المجلس التشريعي: «ولم يعتبره معظم الأعضاء إجراءً جادًا»، ولم يُمَرَّر.

استمر فلويد في إجازة تشريع يدعو إلى إنشاء مستعمرة أمريكية على المحيط الهادئ. انتهت حياته المهنية كممثل في عام 1829، مع عدم مناقشة قضية أوريغون في الكونغرس حتى عام 1837. كانت الحدود الشمالية التي اقترحها فلويد عند خط عرض °53 شمال في البداية، وبعد ذلك عند خط عرض 40°54. استمر أعضاء الكونغرس الآخرين بمقابلة مشاريع القوانين هذه باللامبالاة أو المعارضة، إذ طُرِح أحدها بشكل خاص للنظر فيه بأغلبية 100 صوت مقابل 61. أصبح السناتور عن ولاية ميزوري توماس إيتش. بنتون مؤيدًا قويًا لجهود فلويد، واعتقد أنها «ستزرع بذرة سلطة قوية ومستقلة وراء جبال روكي». أعطى جون سي. كالهون، وزير الحرب آنذاك، رأيه بأن شركة خليج هدسون كانت تهديدًا اقتصاديًا للمصالح التجارية الأمريكية في الغرب، وذلك بينما كان مهتمًا إلى حد ما بفواتير فلويد المدروسة.
طالما أن تجار شركة الفراء البريطانية يتمتعون بحرية الوصول إلى منطقة جبال روكي من مختلف المناصب؛ فسوف يحتكرون إلى حد كبير تجارة الفراء غرب المسيسيبي للاستبعاد الكامل تقريبًا في السنوات القليلة القادمة من تجارتنا.

### الانتخابات الرئاسية 1844
كانت الانتخابات الرئاسية لعام 1844 نقطة تحول حاسمة للولايات المتحدة. كان الاعتراف بجمهورية تكساس من خلال المفاوضات الدبلوماسية لبدء عملية ضم تكساس للأمة موضوعًا مثيرًا للجدل. أصبحت قضية ولاية أوريغون في الوقت نفسه «سلاحًا في صراع على السلطة السياسية المحلية». أكد البرنامج الحزبي في المؤتمر الوطني الديمقراطي «أن حقنا في ملكية إقليم أوريغون بأكمله واضح ولا جدال فيه، وأنه لا ينبغي التنازل عن أي جزء من ذلك إلى إنجلترا أو أي قوة أخرى؛ وأن إعادة احتلال ولاية أوريغون وإعادة ضم تكساس في أقرب فترة ممكنة هي إجراءات أمريكية عظيمة». ناشد الديمقراطيون الأعضاء التوسعيين من كل من الولايات الشمالية والجنوبية من خلال ربط نزاع أوريغون بالنقاش الأكثر إثارة للجدل في تكساس. قدم التوسع في شمال غرب المحيط الهادئ وسيلة لتهدئة مخاوف الشمال من السماح لولاية تكساس، وهي دولة عبودية أخرى، بموازنة ولايات حرة إضافية. خاض المرشح الديمقراطي جيمس كيه. بوك الانتخابات الرئاسية ليحقق فوزًا ضئيلًا على مرشح الحزب اليميني هنري كلاي؛ ويرجع ذلك جزئيًا إلى أن كلاي اتخذ موقفًا ضد التوسع الفوري في تكساس. قال إدوارد مايلز إن موضوع قضية أوريغون لم يكن «قضية حملة مهمة»، على الرغم من استخدامه لها في الانتخابات، إذ «كان هناك احتمال بإجبار اليمينين على مناقشته».

#### «أربعة وخمسون وأربعون أو قاتل!»
ارتبط شعار شعبي لاحقًا ببوك وحملته في عام 1844. لم يُصاغ شعار «أربعة وخمسون وأربعون أو قاتل!» في الواقع خلال الانتخابات، ولكنه ظهر فقط بحلول يناير 1846، ورُوِّج له وانقاد جزئيًا بواسطة الصحافة المرتبطة بالحزب الديمقراطي. عُرِّفت العبارة منذ ذلك الحين بشكل خاطئ على أنها شعار حملة بوك، حتى في العديد من الكتب المدرسية. تنسب اقتباسات بارتليت المألوفة الشعار إلى ويليام ألين. كان خط عرض 54°40 الحدود الجنوبية لأمريكا الروسية، ويُعتبر أقصى شمال غرب المحيط الهادئ. كان أحد الشعارات الفعلية للحملة الديمقراطية في الانتخابات (المستخدمة في ولاية بنسلفانيا) بسيطًا أكثر، مثل شعار «بوك ودالاس وتعريفة عام 1842».
ما تزال الحدود الجنوبية لألاسكا على خد عرض 54°40 منذ الشراء من روسيا في 18 أكتوبر 1867، وذلك مع كولومبيا البريطانية، التي تأسست كمستعمرة كولومبيا البريطانية في 2 أغسطس 1858.